# Dicey Dungeons
Dicey Dungeons è un videogioco  di deck-building roguelike sviluppato dall'irlandese Terry Cavanagh. È stato pubblicato per Microsoft Windows, macOS, e Linux nell'agosto del 2019, per Nintendo Switch nel dicembre 2020 e per Xbox One e Xbox Series X e Series S nel novembre 2021. È stato convertito per dispositivi mobili iOS e Android nel luglio 2022 e per PlayStation 4 e PlayStation 5 nel gennaio 2023.